# La Puresa (antic Can Clapés)
L'actual col·legi de la Puresa ocupa el que anteriorment era l'antic casal de Can Clapés, que fou propietat de le família Desclapés des del segle XVI. Encara i així, va ser heredada per Francesc Rossinyol de Sagranada i Desclapers i posteriorment venuda per aquest al bisbe Bernat Nadal, que promogué la seu del col·legi de nines de la puresa de María Santíssima (fundat el 1809 al carrer de la pau), que fou reorganizat per Gaietana Alberta Giménez, també coneguda àmpliament com a "la mare Alberta".
L'edifici fou reformat a gran escala. Conserva el seu infame arc gòtic de l'entrada i el pati (que és de factura quadrada i amb una imatge de la mare de Déu provinent del convent de Sant Domingo). Al segon pati, a la dreta, es conserven múltiples arcs de mig punt, i, a més, hi ha un bust de la mare Alberta, a més d'un altre portal, que comunica amb el carrer de Pont i Vic. A l'esquerra, hi podem trobar la capella, amb una coberta de bigues sobre permòdols, amb una tribuna als peus; el presbiteri conté l'altar i el retaule, neobarroc, protagonitzat per una imatge de la Immaculada, obrada per l'artista Mallorquí Font i Martorell. La paret de l'esquerra ens presenta una anunciació, còpia de l'original de Juncosa, conservat a la Cartoixa de Valldemossa. A l'esquerra hi trobam la capella del sepulcre de la mare Alberta (Gaietana Alberta Giménez), amb un retrat pintat per Ferran Sancho de la Jordana. Un retaulet manierista representa el Calvari. Una altra capella acull el cor de Jesús, amb el sepulcre de les col·legiales (1842-65), amb una vitrina amb custòdies i un llenç de Santa Magdalena. Una altra sala, amb coberta de volta rebaixada conté diverses casulles, com la del Cardenal Reig. Altres estances contenen el gimnàs, el refetor, la cuina i, al primer pis, una antiga aula i les cel·les o dormitoris.